# Colubrisquilla
Colubrisquilla is een geslacht van kreeftachtigen uit de klasse van de Malacostraca (Hogere kreeftachtigen).

## Soort
- Colubrisquilla dempsey Ahyong, 2012